# 1285
Évszázadok: 12. század – 13. század – 14. század
Évtizedek: 1230-as évek – 1240-es évek – 1250-es évek – 1260-as évek – 1270-es évek – 1280-as évek – 1290-es évek – 1300-as évek – 1310-es évek – 1320-as évek – 1330-as évek
Évek: 1280 – 1281 – 1282 – 1283 –  1284 – 1285 – 1286 – 1287 – 1288 – 1289 – 1290

## Események

### Határozott dátumú események
- január 7. – II. Károly nápolyi király trónra lépése.
- április 2. – IV. Honoriusz pápa beiktatása.[1]
- augusztus 16. – V. Amadeus savoyai gróf trónra lépése.
- október 6. – IV. Fülöp francia király trónra lépése.
- november 11. – III. Alfonz trónra lépése Aragóniában.
- november 11. – I. (Igazságos) Jakab aragóniai király trónra lépése Szicíliában.

### Határozatlan dátumú események
- február elején – Tatárok törnek be Magyarországra, és egészen Pestig feldúlják (második tatárjárás).[2]
- június –  Kőszegi Péter és testvérei külön háborút vívnak I. Albert osztrák uralkodó herceggel.[3]
- szeptember IV. László magyar király legyőzi a Szepesvárt megtámadó szepesi lázadókat.[4]
- Velence elfoglal több dalmáciai várost, a szerbek pedig a Macsói bánságot szállják meg.

## Születések
- XII. Benedek pápa († 1342)
- IV. Ferdinánd kasztíliai király († 1312)

## Halálozások
- január 7. – I. Károly szicíliai király (* 1226)
- március 28. – IV. Márton pápa[5]
- augusztus 16. – I. Fülöp savoyai gróf
- augusztus 29. – Lamproni Küra Anna örmény királyné
- október 5. – III. (Merész) Fülöp francia király (* 1245)
- november 11. – III. Péter aragón és I. Péter néven szicíliai király (* 1243)